# KK Hercegovac Bileća
Košarkaški klub Hercegovac je košarkaški klub iz Bileće, Bosna i Hercegovina.
Utakmice igra u Sportskoj dvorani Bileća.
Osnovan je 1981. godine. Od tad do danas uspješno se natjecao na domaćoj i široj športskoj pozornici. U malo više od dva desetljeća koliko postoji odgojio je brojne naraštaje mladih košarkaša. KK Hercegovac je osobito nazočan u bh. športskoj javnosti u 21. stoljeću. Do Premijer lige došao je 2001. godine. U njoj se natjecao do 2012. godine, kad je zbog financijskih problema istupio iz natjecanja. KK Hercegovac natjecao se i u europskom Challenger kupu sezone 2002./03. 
Klub okuplja oko 150 članova koji vježbaju u svim dobnim kategorijama: pionira, kadeta, juniora, omladinaca i seniora. KK Hercegovac suorganizira popularni turnir u streetballu. 
Od igrača koji su ponikli u KK Hercegovac, a napravili su zavidnu karijeru, ističu se: 
- Žarko Vujović (Sloboda Dita Tuzla, Lokomotiva Mostar, Metalac Valjevo, Pivovarna Laško, Sloboda Dita Tuzla),
- Željko Bošnjak (Jug Dubrovnik, Radnički Beograd, Triglav Kranj, Litia, ),
- Goran Radmilović (Vrace Sarajevo, Beovuk Beograd) i
- Dragan Vujović (BFC Beočin Beočin, Proleter Zrenjanin, Jagodina, Polet Keramika Bečej, reprezentacija Republike Srpske),

a od mlađih igrača: 
- Milan Milošević (Sloboda dita, Crvena zvezda, Bosna ASA BH Telekom, Keravnos Nikozija, Budućnost, bh. reprezentacija) i
- Draško Albijanić (Leotar, Sloboda Dita, Borac Banjaluka, Asesftom Ploestija, bh. reprezentacija).

KK Hercegovac ima uvjerljivo najveću posjetu na utakmicama u svim natjecateljskim razredima.

## Vanjske poveznice
- https://www.bilecasports.blog.rs  Arhivirana inačica izvorne stranice od 13. svibnja 2019. (Wayback Machine)
- Sportsport.ba  Arhivirana inačica izvorne stranice od 31. srpnja 2017. (Wayback Machine)